# Rörtjärnen (Piteå socken, Norrbotten, 728321-171647)
Rörtjärnen är en sjö i Piteå kommun i Norrbotten och ingår i Piteälvens huvudavrinningsområde. Sjön har en area på 0,0646 kvadratkilometer och ligger 241,2 meter över havet. Rörtjärnen ligger i Piteälven Natura 2000-område.

## Delavrinningsområde
Rörtjärnen ingår i det delavrinningsområde (728341-171562) som SMHI kallar för Utloppet av Lill-Finnträsket. Medelhöjden är 271 meter över havet och ytan är 4,56 kvadratkilometer. Det finns inga avrinningsområden uppströms utan avrinningsområdet är högsta punkten. Vattendraget som avvattnar avrinningsområdet har biflödesordning 4, vilket innebär att vattnet flödar genom totalt 4 vattendrag innan det når havet efter 108 kilometer. Avrinningsområdet består mestadels av skog (55 procent). Avrinningsområdet har 0,78 kvadratkilometer vattenytor vilket ger det en sjöprocent på 17,1 procent.